# Саратовцева Наталія Олексіївна
Наталія Олексіївна Саратовцева (рос. Наталья Алексеевна Саратовцева; нар. 3 жовтня 1989) — російська та азербайджанська футболістка, захисниця. Виступала за збірну Азербайджану.

## Клубна кар'єра
Виступала за свою кар'єру в російських командах «Приаліт» (Реутов), «Хімки», «Надія» (Ногінськ), «Енергія» (Воронеж), «Росіянка», «Зоркий». У складі «Зоркого» — чемпіонка Росії сезону 2012/13, срібний призер у сезонах 2011/12 та 2014, фіналістка Кубку Росії 2012 року. У складі «Росіянки» та «Зоркого» брала участь у матчах єврокубків.

## Кар'єра в збірній
У складі молодіжної збірної Росії стала бронзовим призером чемпіонату Європи 2006 року, срібним призером Універсіади 2007 року.

## Скандал
2009 року виступала за національну збірну Азербайджану. Згодом з'ясувалося, що виступ був за підробленим паспортом на ім'я Наталія Суворовцева, що призвело до 10-місячної дискваліфікації.